# Wien, mein Sinn!
Wien, mein Sinn!, op. 192, är en vals av Johann Strauss den yngre. Den spelades första gången den 23 februari 1857 i danslokalen Zum Sperl i Wien.

## Historia
Valsen skrevs till en välgörenhetsbal som hölls i danslokalen Zum Sperl den 23 februari 1857. Klaverutdraget till verket publicerades av Strauss förläggare Carl Haslinger i juli 1857 och framsidan föreställer en vy över floden Donau mot Wien. Både på omslaget och inuti är ordet "mein" skrivet i fet stil till skillnad från orden "Wien" och "Sinn". Även om Strauss inte personligen hade bett sin förläggare om denna markering så låg det helt i linje med hans egna känslor. När han höll tal till sina gäster vid den festbankett den 15 oktober 1894, som markerade 50-årsjubileet för hans debutkonsert, prisade Strauss den österrikiska huvudstaden med orden: "Om det är sant att jag äger talang, så har jag min kära födelsestad Wien att tacka för det, i vars mylla min hela styrka är rotad, i vars luft ljudet färdas som mina öron samlar upp, som mitt hjärta tar in och min hand skriver ned; mitt Wien, sångernas och andens stad, som kärleksfullt hjälpte gossen på fötter och som alltid erbjöd den mogne mannen sin vänskap... Wien, blomma, blomstra och väx!"

## Om valsen
Speltiden är ca 7 minuter och 37 sekunder plus minus några sekunder beroende på dirigentens musikaliska tolkning.

## Weblänkar
- Wien, mein Sinn! i Naxos-utgåvan.